# ひたちなか市総合運動公園陸上競技場
ひたちなか市総合運動公園陸上競技場（ひたちなかしそうごううんどうこうえんりくじょうきょうぎじょう）は日本陸連第2種公認陸上競技場。茨城県ひたちなか市にある同公園のメインスタジアムとして1998年に開設された。

## 施設概要
- 陸上トラック9レーン、天然芝フィールド保有
- 照明設備4基（鉄塔式）
- 収容人員約15,000人（メインスタンド:座席、バック、コーナースタンド:芝生）
- 周辺施設　体育館、市民球場、テニス場、スポーツ広場
- 水戸ホーリーホックが、1998年後期（旧JFL）、1999年（JFL）、2000年-2009年（J2）の準ホームスタジアム（1999年・2000年は笠松運動公園陸上競技場の改修に伴い暫定ホームスタジアム）として使用していた。
  - なお照明塔はあるものの、照度がJFL・J2の開催基準を満たしていなかったため、1998年-2000年は平日開催でも一部、薄暮で開催した試合があった。
  - 2010年からは水戸市立競技場（ケーズデンキスタジアム水戸）を正式な本拠地として使用することが決まったため、本競技場からは撤退することとなった。
  - Jリーグクラブライセンス制度においては、芝生席は基本的に収容可能人員に加えない規則となっており、現状のルールではJ3を含めJリーグの開催は不可能となっている。
  - 2019年までJFL加盟の流通経済大学ドラゴンズ龍ヶ崎（龍ケ崎市）のホームスタジアムとしても使われている。

## エピソード
- 1997年7月19日、旧JFL水戸ホーリーホック対川崎フロンターレ戦で、当時旧JFL昇格初年度の水戸が開幕14連敗後の初勝利を挙げた。
- 2000年、モーニング娘。が主演した駅伝をテーマにした映画『ピンチランナー』の収録がこのスタジアムで行われ、このロケーションのために女子駅伝大会も開催された。
- 2002年3月21日、J2水戸ホーリーホック対大宮アルディージャ戦が砂嵐のため、試合開始直前に延期。スポーツ振興くじ（toto）はこのカードの対戦結果を「すべて的中」とした。

海に近い競技場のため、風が非常に強い環境になることが多い。そのため、夏場でも若干体感気温が低く感じることがある。

## アクセス

### 自動車
東水戸道路 ひたちなかICから約3km。
常磐自動車道 日立南太田ICから約15km。

### 公共交通機関
勝田駅東口1番のりばから茨城交通バス「海浜公園」行または「中央研修所」行で「市民球場入口」下車。バス停から徒歩約15分。

## フォトギャラリー

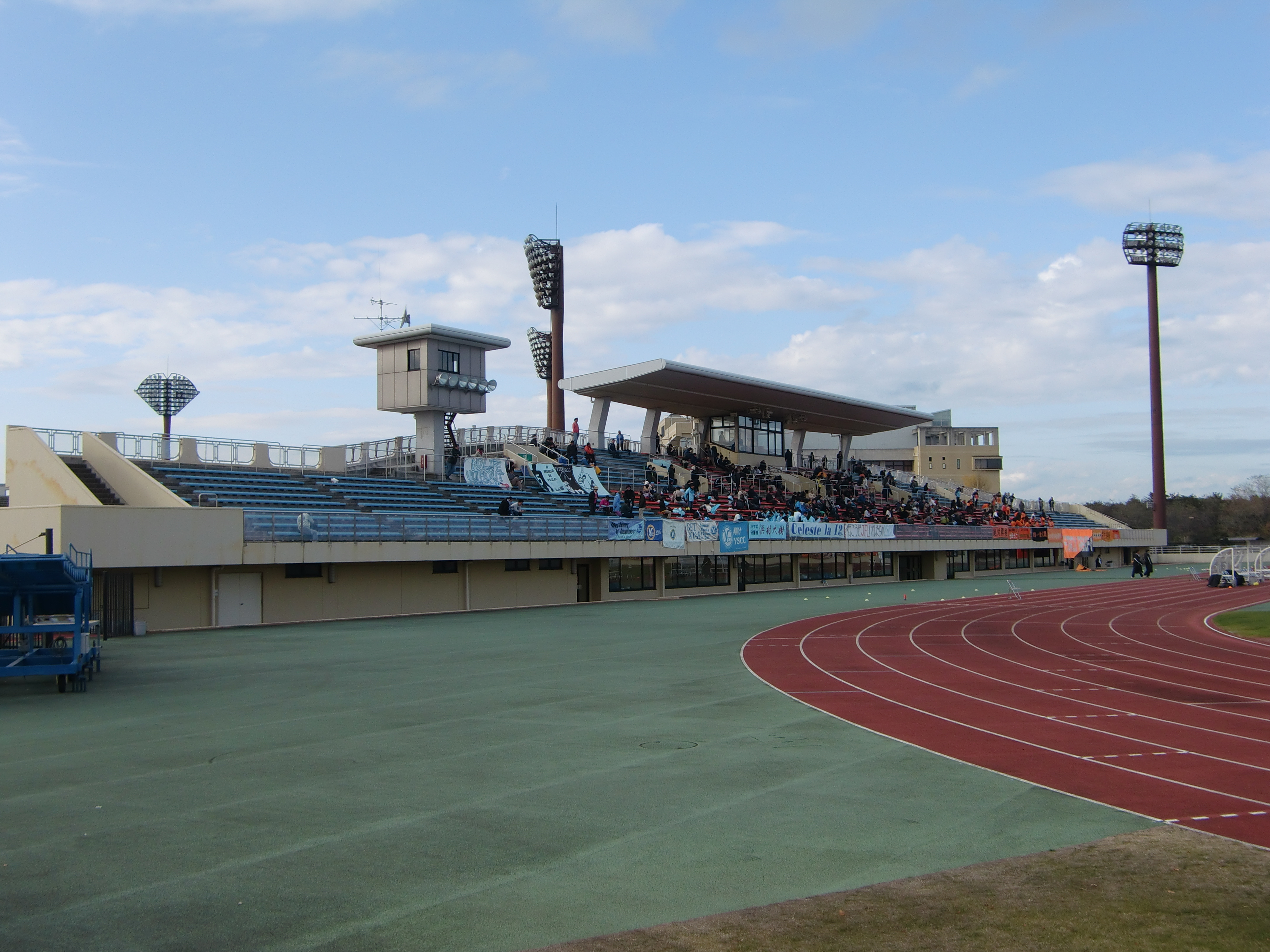
メインスタンド
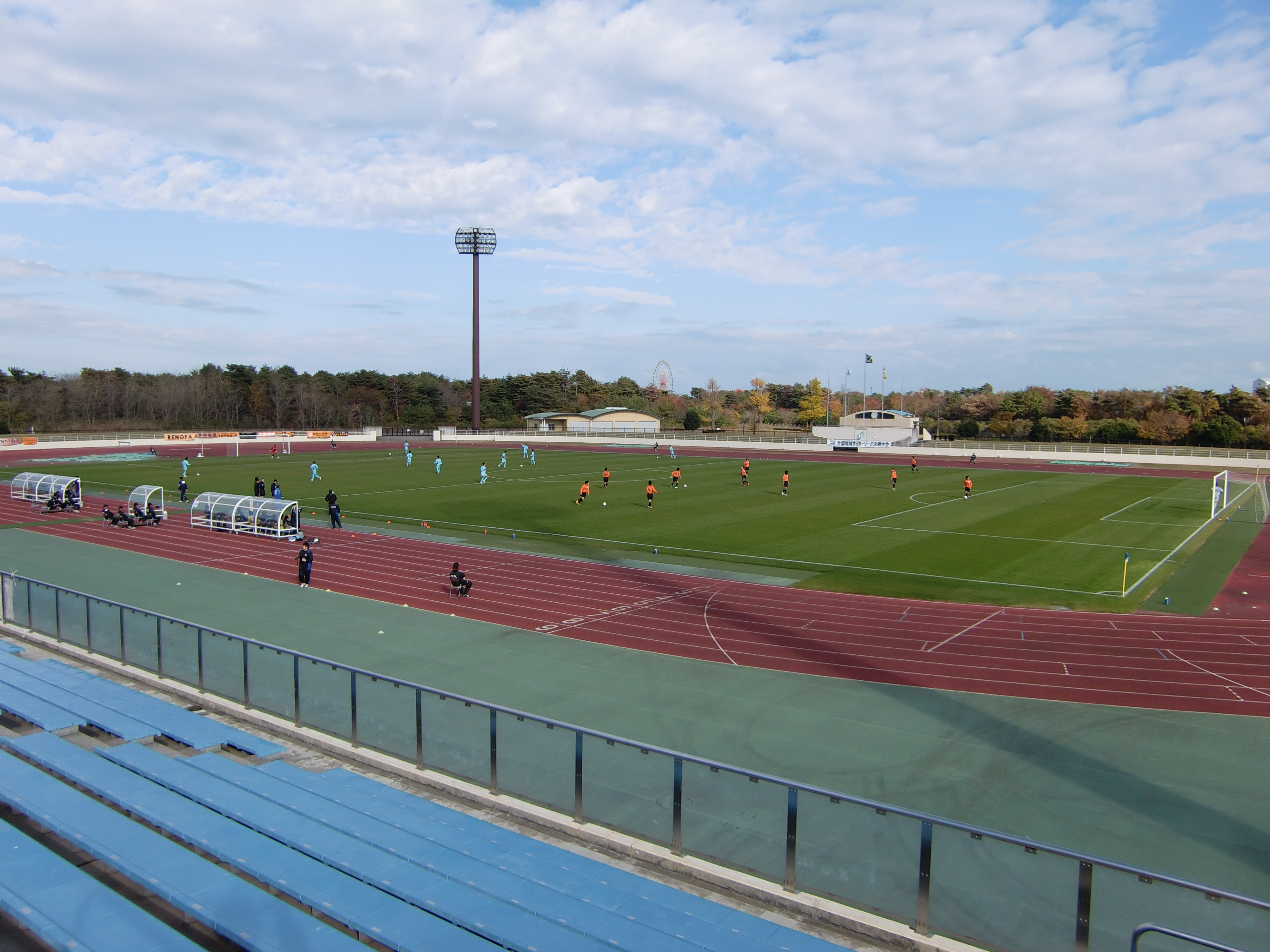
メインスタンドからフィールドを見る
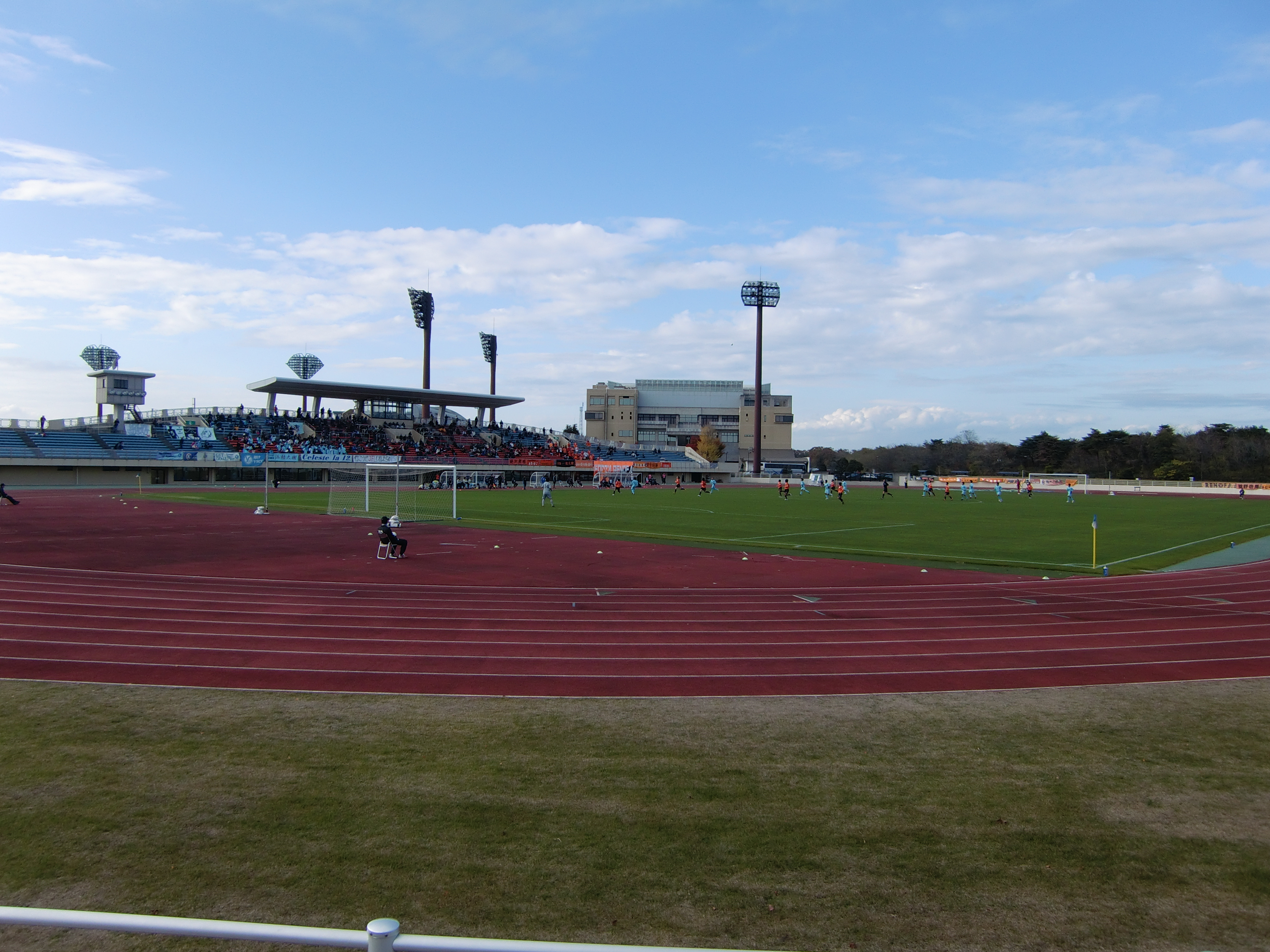
バックスタンドからメインスタンドを見る